# Карвинг (спорт)
Карвинг (от англ. to carve — вырезать, подрезать) — техника катания на горных лыжах или сноуборде, которая заключается в выполнении последовательных резаных поворотов. Особенность такого типа поворотов заключается в том, что поставленный (закантованный) под углом к поверхности склона современный спортивный снаряд прогибается и прорезает своей острой кромкой боковой грани (кантом) дугообразную канавку. Дугообразная канавка получается благодаря близкой к параболической форме снаряда, сужающейся к центру и расширяющейся к носку и пятке. Далее, при движении по такой канавке, снаряд увлекает в поворот райдера. Закантовка выполняется путём отклонения коленей в сторону поворота, смещения бёдер в сторону поворота или наклона всего тела в сторону поворота. С одной стороны эти действия позволяют сохранить равновесие, с другой — позволяют закантовать снаряд на необходимый угол. Изменение направления движения в карвинге происходит путем регулирования угла закантовки. Некоторые школы по карвингу предполагают равномерную загрузку обеих ног лыжника, в отличие от классической техники, при которой нагрузка приходится на внешнюю к повороту ногу. Идеальный карвинг не предполагает боковое проскальзывание и чем повороты ближе к идеальному карвингу, тем выше скорость движения. Цель современной спортивной техники, использующейся для выступления на соревнованиях на скорость прохождения трассы — приблизить движение по склону к идеальному карвингу.

## Оборудование
Форма снаряда, а именно специальные боковые вырезы параболической формы позволяют выполнять повороты без проскальзывания с большей легкостью. Также карвинговые или, во французской нотации, параболические лыжи, отличаются большой разницей между шириной носка (задней части лыжи) и шириной талии лыжи. Это позволяет формировать дугу поворота меньшего радиуса при закантовке лыж.
Сноуборды так же имеют параболическую форму боковых вырезов.

## Стили карвинга
Один стиль карвинга предполагает длинные дуги большого радиуса, выполняемые по склону, требует более длинных и жёстких лыж, поскольку скорость развивается очень большая. Для коротких поворотов нужны более короткие лыжи с радиусом около 12 метров.

## Особенности терминологии
В российской горнолыжной литературе появился термин, «карвинг начального уровня», который стал недавно использоваться для обозначения поворотов с проскальзыванием, а не карвинга в общепринятом смысле. Термин обозначает поворот, когда первая часть поворота выполняется за счёт выдвижения верхней, относительно склона, лыжи под углом к нижней. Это название, обозначает поворот, названный в другой литературе как «поворот из упора» или «wedge christie» или «поворот начального уровня» или «tour novice» (fr.),
Появление термина, возможно, связано с неправильным переводом австрийской специальной литературы. Слово kurven (нем. — поворот, дуга), на английский язык переводится как curve и carving (резьба) созвучны.
Могульный карвинг — термин, используемый в правилах по проведению международных соревнований по могулу, обозначающий отсутствие скругленного проскальзывания лыж во время движения по могульной спортивной трассе. Обозначается как идеал, к которому нужно стремиться.